# Héauville
Héauville – miejscowość i gmina we Francji, w regionie Normandia, w departamencie Manche.
Według danych na rok 1990 gminę zamieszkiwało 355 osób, a gęstość zaludnienia wynosiła 33 osoby/km² (wśród 1815 gmin Dolnej Normandii Héauville plasuje się na 545. miejscu pod względem liczby ludności, natomiast pod względem powierzchni na miejscu 457.).